# 学校法人東京聖徳学園

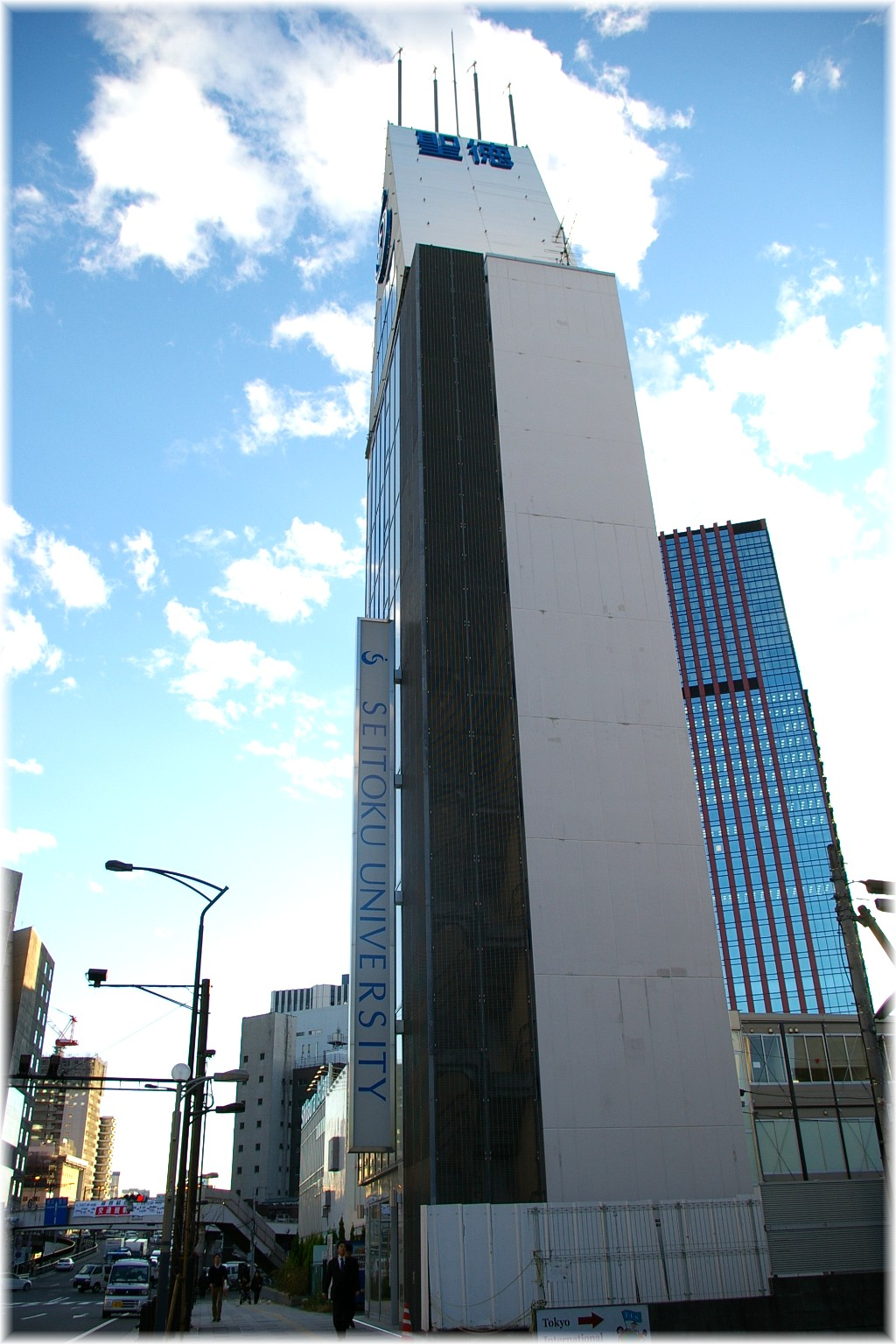
三田校舎

学校法人東京聖徳学園（がっこうほうじんとうきょうせいとくがくえん）は、東京都港区に本部を置く学校法人である。

## 概要
千葉県松戸市にある聖徳大学をはじめとして幼稚園から大学院まで設置している。
なお本学園は、読みが同じ「学校法人東京成徳学園」（東京成徳大学などを運営）とは無関係である。

## 沿革
- 1933年 - 川並香順・孝子夫妻により東京市大森区（現在の大田区）に聖徳家政学院・新井宿幼稚園を設立。
- 1944年 - 聖徳家政学院は東京都の認可を得て聖徳学園保姆養成所と改称。
- 1945年 - 校舎・園舎を空襲で焼失。養成所は仮校舎で授業継続。新井宿幼稚園は一時休園。
- 1947年 - 学制改革により聖徳学園高等保育学校と改称。
- 1949年 - 財団法人聖徳学園を設立。東京都港区三田に新校舎建設。
- 1952年 - 新井宿幼稚園を聖徳学園三田幼稚園として再開。
- 1957年 - 私立学校法に基づき学校法人東京聖徳学園に改める。
- 1964年 - 千葉県松戸市の千葉大学工学部跡地（旧陸軍工兵学校跡）の払い下げを受ける。
- 1965年 - 松戸市に聖徳学園短期大学を開設。聖徳学園高等保育学校は聖徳学園短期大学幼稚園教員養成所と改称。
- 1966年 - 聖徳学園創立者・理事長・学長の川並香順が死去。川並孝子が学長、息子の川並弘昭が理事長に、野田卯一が名誉学長に就任。聖徳学園短期大学附属幼稚園が開園。
- 1971年 - 聖徳学園短期大学附属第二幼稚園が開園。
- 1973年 - 学長の川並孝子が死去。川並弘昭が学長に就任。
- 1974年 - 聖徳学園八王子中央幼稚園が開園。
- 1976年 - 聖徳学園短期大学幼稚園教員養成所は専修学校として認可され聖徳学園短期大学附属教員保母養成所と改称。聖徳学園多摩中央幼稚園、聖徳学園短期大学附属第三幼稚園が開園。
- 1983年 - 松戸市に聖徳学園短期大学附属中学校・高等学校、茨城県北相馬郡藤代町（現在の取手市）に聖徳学園短期大学附属聖徳高等学校がそれぞれ開校。
- 1984年 - 聖徳学園短期大学附属聖徳中学校が開校。
- 1986年 - 聖徳学園短期大学附属小学校が開校。
- 1990年 - 聖徳大学が開学。聖徳学園短期大学は聖徳大学短期大学部に、聖徳学園短期大学附属教員保母養成所は聖徳大学幼児教育専門学校にそれぞれ改称。設置校の名称の「聖徳学園短期大学附属」を「聖徳大学附属」に改める。
- 1998年 - 聖徳大学大学院（共学）が設立。
- 2003年 - 学園全体でISO9001ならびにISO14001を取得。教育機関としては全国初。
- 2004年 - 聖徳大学附属浦安幼稚園が開園。
- 2010年 - 聖徳大学附属中学校・高等学校が聖徳大学附属女子中学校・高等学校に、聖徳大学附属聖徳中学校・高等学校が聖徳大学附属取手聖徳女子中学校・高等学校にそれぞれ改称。
- 2011年 - 理事長（聖徳大学・聖徳大学短期大学部の学長を兼務）の川並弘昭が死去。
- 2012年 - 聖徳大学附属第三幼稚園が聖徳大学附属成田幼稚園に改称。
- 2019年 - 取手聖徳女子中学校は2021年度、取手聖徳女子高等学校は2024年度以降の生徒募集を休止することを公表[1]。
- 2021年
  - 聖徳大学附属女子中学校・高等学校を男女共学とし、光英VERITAS中学校・高等学校に改称[2]。高等学校音楽科の生徒募集を休止[3]。
  - 取手聖徳女子高等学校について、2024年度までは生徒募集を実施し、2025年度以降については審議を継続することを公表[4]。
  - 聖徳学園三田幼稚園が聖徳大学三田幼稚園に[5]、聖徳学園八王子中央幼稚園が聖徳大学八王子幼稚園に[6]、聖徳学園多摩中央幼稚園が聖徳大学多摩幼稚園に[7]それぞれ改称。
- 2023年
  - 取手聖徳女子中学校が休止[8]。
  - 取手聖徳女子高等学校の生徒募集を2025年度以降も継続することを決定[9]。

## 設置校

### 大学
- 聖徳大学（千葉県松戸市岩瀬）
- 聖徳大学短期大学部（千葉県松戸市岩瀬）

### 専修学校
- 聖徳大学幼児教育専門学校（東京都港区三田）

### 中学校・高等学校
- 光英VERITAS中学校・高等学校（千葉県松戸市秋山）
- 聖徳大学附属取手聖徳女子中学校・高等学校（茨城県取手市山王）※2023年度から中学校は休校

### 小学校
- 聖徳大学附属小学校（千葉県松戸市秋山）

### 幼稚園
- 聖徳大学附属幼稚園（千葉県松戸市岩瀬）
- 聖徳大学附属第二幼稚園（千葉県松戸市小金原）
- 聖徳大学附属成田幼稚園（千葉県成田市中台）
- 聖徳大学附属浦安幼稚園（千葉県浦安市日の出）
- 聖徳大学三田幼稚園（東京都港区三田）
- 聖徳大学八王子幼稚園（東京都八王子市椚田町）
- 聖徳大学多摩幼稚園（東京都八王子市鹿島）

## 学園歌
作詞・サトウハチロー、作曲・中田喜直。上記の設置校で校歌として歌われている。2021年に開校した光英VERITAS中学校・高等学校では新たに校歌が制定された。
幼稚園ではこれらの歌とは別に「聖徳学園幼稚園園歌（作詞・小林純一、作曲・小谷肇）」が歌われている。

## 学園名の由来
聖徳太子の道徳や礼節などに対する思想の深さを教育の基礎とし、豊かな人間づくりを実現していきたいとの思いからきている。なお読み方を「せいとく」としたのは、聖徳太子に対する深い尊敬の念から「しょうとく」とそのまま読むのを控えたためである。

## その他
- 前述の聖徳太子が仏教信仰者であることから仏教系の学園と誤解されるが、宗教組織との関係はなく、宗教教育は行われていない。
- パンフレットなどでは「学校法人東京聖徳学園」のように「東京」の部分は小さい文字で表記される。